# Wolfen (película)
Wolfen es una película estadounidense de terror de 1981 dirigida por Michael Wadleigh y protagonizada por Albert Finney, Diane Venora, Gregory Hines y Edward James Olmos. Está basada en la novela de Whitley Strieber The Wolfen. El guion fue escrito por David Eyre, Eric Roth y Wadleigh.

## Sinopsis
Un poderoso empresario de la construcción y heredero de una de las familias más ricas e influyentes de la Ciudad de Nueva York es brutalmente asesinado junto a su esposa y guardaespaldas. Dewey Wilson, un detective alejado de la policía de la ciudad es puesto en actividad nuevamente y encargado de descubrir al asesino. La investigación lo lleva en principio a sospechar que lo sucedido fue un crimen de odio cometido por nativos americanos que trabajan construyendo puentes. Sin embargo, la evidencia que el y su compañera Rebecca van hallando indica que el verdadero culpable se encuentra oculto en los barrios bajos y no ha sido visto por nadie, y además éste tiene los hábitos y el comportamiento de un animal salvaje, particularmente los de un lobo estadounidense/canadiense. Con el paso del tiempo continúan los asesinatos, y cuando logra atar todos los cabos, Wilson descubre no solo que quien busca es un ser extraordinario, sino además que la criatura está a la caza de quienes amenazan su territorio. Y Wilson es uno de ellos.

## Reparto
- Albert Finney... Dewey Wilson
- Diane Venora... Rebecca Neff
- Edward James Olmos... Eddie Holt
- Gregory Hines... Wittington
- Tom Noonan... Ferguson
- Dick O'Neill... Warren
- Dehl Berti... Viejo indio
- Peter Michael Goetz... Ross
- Sam Gray... Alcalde
- Ralph Bell... Comisario de policía
- Max M. Brown... Christopher van der Veer
- Anne Marie Pohtamo... Pauline van der Veer
- Sarah Felder... Cicely Rensselaer
- Reginald VelJohnson... Asistente de la morgue
- Tom Waits... Propietario de bar borracho (no acreditado)

## Temas
La película trata varios temas a través de la metáfora principal del monstruo que protagoniza el relato, el Wolfen. A través de esta figura, que es mayormente alegórica, el film critica el trato que Estados Unidos le da a los nativos americanos, el capitalismo salvaje y la paranoia antiterrorista.

## Lanzamiento
La película fue lanzada en los Estados Unidos por Orion Pictures a través de Warner Bros., en julio de 1981. Fue lanzada a DVD en 2002.